# Sächsische Zeitung
Le Sächsische Zeitung est un journal quotidien allemand local diffusé à l'est du Land de Saxe, le district de Dresde.

## Histoire
Le samedi 13 avril 1946, le Sächsische Zeitung naît de la fusion du Sächsische Volkszeitung, organe du KPD et du Volksstimme, organe du SPD, avec un tirage de 230 000 exemplaires. 
En 1966, la rédaction déménage dans la nouvelle Maison de la Presse, qui est encore aujourd'hui le siège social.
En 1991, le Sächsische Zeitung est privatisé. Le SPD dépose des demandes de restitution pour des maisons d'édition expropriées par les nazis et reçoit en échange une part de 40% dans Sächsische Zeitung.
En juillet 2016, le Sächsische Zeitung décide de ne plus respecter la directive 12.1 du Code de la presse et de toujours mentionner l'origine des criminels ou des suspects dans ses reportages, car de nombreux lecteurs pensent qu'ils sont des demandeurs d'asile si aucune nationalité n'est mentionnée.